# Hannie Schaft
Jannetje Johanna Schaft (Haarlem, 16 september 1920 – Bloemendaal, 17 april 1945) was een Nederlandse communiste en verzetsstrijdster tijdens de Tweede Wereldoorlog. Als verzetsstrijdster gebruikte ze de schuilnaam Hannie, haar eigenlijke roepnaam was Jo of Jopie. Schaft ontving postuum het Nederlandse Verzetskruis, Verzetsherdenkingskruis en de Amerikaanse Medal of Freedom. Door twee boeken en twee films over haar leven is zij een van de bekendste Nederlandse verzetsstrijders geworden. Zij wordt jaarlijks in het Kenaupark in Haarlem herdacht met een openbare bijeenkomst en kranslegging aan de voet van het monument Vrouw in het verzet. Na een kerkdienst volgt nog een kranslegging op haar graf op de Eerebegraafplaats Bloemendaal.

## Levensloop

### Jeugd en opleiding
Schaft werd geboren als tweede dochter van Pieter Schaft, leraar op de Rijkskweekschool, en Aafje Talea Vrijer. Haar moeder was doopsgezind en haar vader voelde zich sterk verwant aan de SDAP. Het gezin woonde vanaf 1923 op de Van Dortstraat 60 in Haarlem-Noord waar Jo op de Tetterodeschool zat. Haar zus Annie overleed in 1927 aan difterie. Hannie Schaft volgde de HBS-B. Daarna deed zij staatsexamen Latijn en Grieks om in 1938 te worden toegelaten aan de gemeentelijke Universiteit van Amsterdam om er volkenrecht te kunnen studeren. Schaft was actief in de Amsterdamse Vrouwelijke Studentenvereeniging en richtte in 1939 met twee medestudentes het studentendispuut GEMMA op. Ze woonde vanaf 1940 op kamers in Amsterdam. Ze raakte bevriend met haar Joodse medestudentes Philine Polak en Sonja Frenk. Hierdoor voelde ze zich toen de Tweede Wereldoorlog begon persoonlijk geraakt door de vervolging van de Joden.

### Verzetswerk

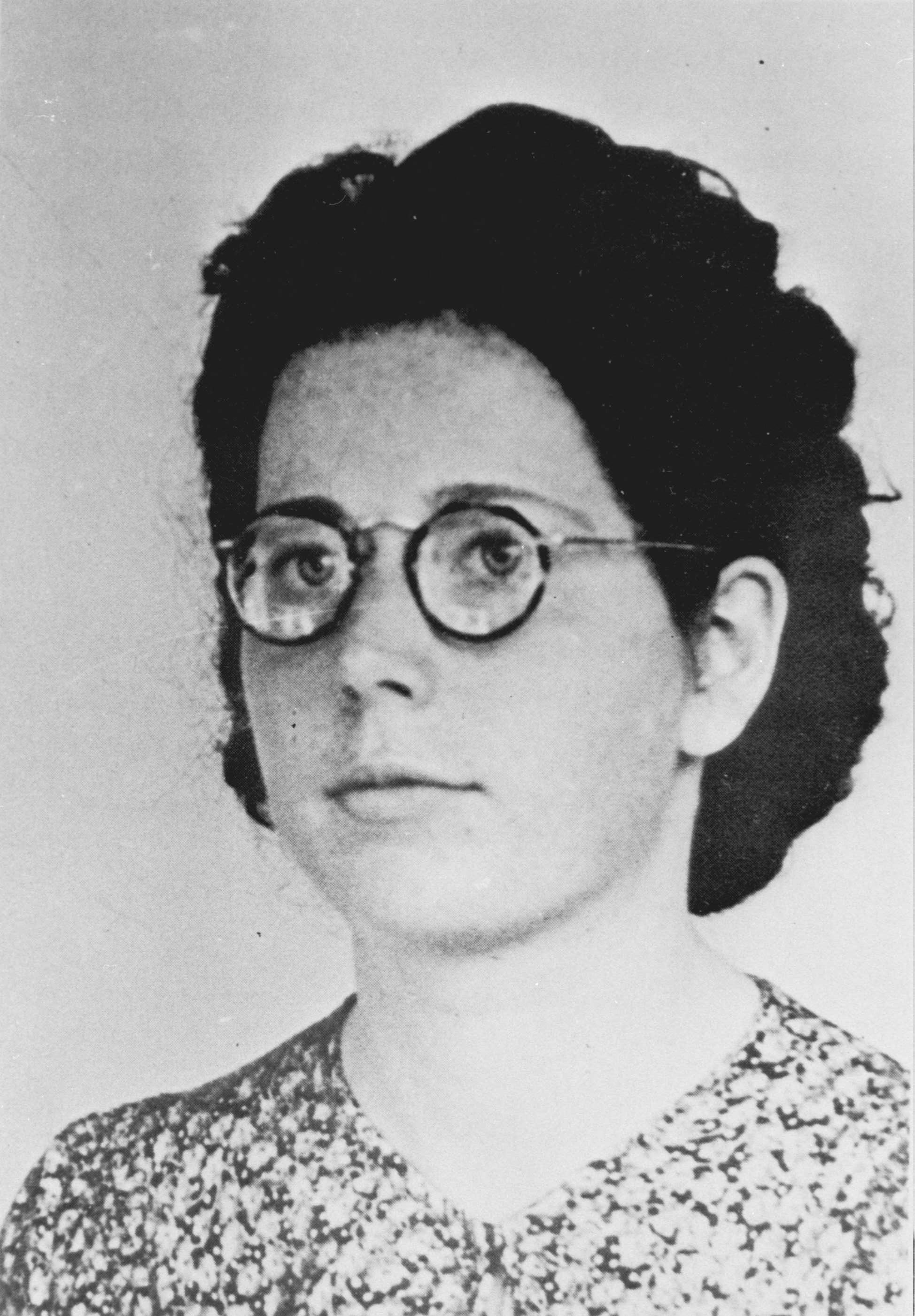
Hannie Schaft met zwart geverfd haar en vensterglasbril. Foto op haar valse identiteitsbewijs, op naam van Johanna Elderkamp, geboren in Zürich

Nadat Schaft, net als vele andere studenten, in 1943 de loyaliteitsverklaring weigerde te tekenen, stopte ze met haar studie en ging weer bij haar ouders in Haarlem wonen. Haar studiegenoten Polak en Frenk nam ze mee en die doken onder bij haar ouders. Schaft nam steeds actiever deel aan het verzet en hielp onderduikers met gestolen bonkaarten en persoonsbewijzen. Haar schuilnaam werd Hannie en haar bijnaam het meisje met het rode haar. Uiteindelijk sloot ze zich aan bij de Raad van Verzet (RVV), een organisatie die door haar nauwe banden met de CPN door andere verzetsbewegingen sterk werd gewantrouwd. Samen met Freddie en Truus Oversteegen pleegde ze verschillende aanslagen op Duitsers, collaborateurs en landverraders.

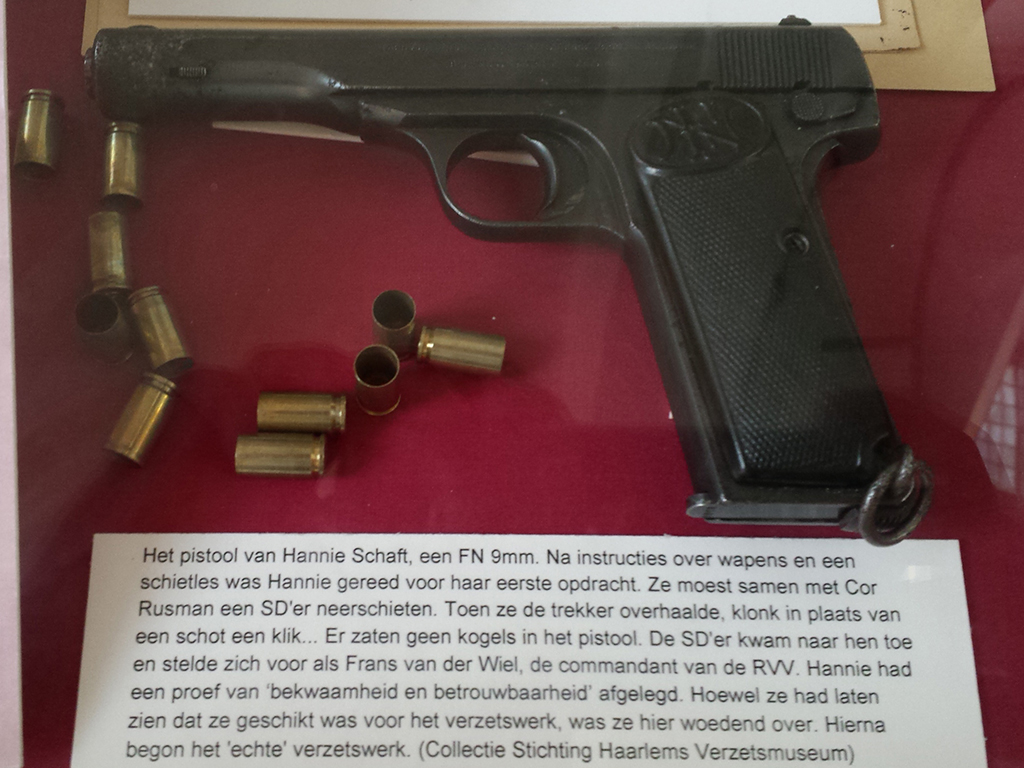
Pistool van Hannie Schaft

Op 8 juni 1944 pleegde ze samen met verzetsstrijder Jan Bonekamp, met wie ze een relatie had, in Heemstede een aanslag op de NSB'er en banketbakker Pieter Faber. Hij overleed zes dagen later. Vervolgens doodden Schaft en Bonekamp op 21 juni 1944 de collaborerende Zaandamse politiecommissaris Willem Ragut. Hierbij raakte Bonekamp dodelijk gewond, waarop Schaft onderdook. Hieropvolgend werden de ouders van Hannie Schaft gegijzeld door de Sicherheitspolizei. Op 25 oktober 1944 pleegde Hannie Schaft samen met Cor Rusman een aanslag op de politieagent Willem Meindert Willemsen, die hij overleefde. Schaft en Truus Oversteegen waren van plan om Fake Krist te liquideren en zij volgden hem met dat doel op 25 oktober 1944 op de Westergracht in Haarlem, maar door een misverstand was een politieknokploeg uit Halfweg hen daar net te vlug af en werd Krist ter hoogte van een plantsoen van zijn fiets geschoten.
Schaft leerde vloeiend Duits spreken en papte aan met Duitse soldaten. Hierdoor werd ze door sommige verzetslieden beschouwd als een verraadster. Nadat een subafdeling van de RVV in Velsen eind januari 1945 zonder toestemming van hogerhand in de Velserpolder op de boerderij 'Eenzaam Gelegen' de boer Willem van der Son vermoordde, gaf Freddie Oversteegen met tegenzin een lijst met de zeven daders aan de politieman Cees van der Voort, met de afspraak dat de daders slechts voor diefstal zouden worden opgepakt. De politie hield zich niet aan de afspraak en de groep werd door de Duitsers opgepakt voor de moord op Van der Son. Alle leden werden gefusilleerd, twee op 27 februari 1945 op de Amsteldijk in Amsterdam en de andere vijf op 7 maart 1945 aan de Dreef in Haarlem. Na de oorlog is deze gebeurtenis door een speciale onderzoekscommissie grondig onderzocht als onderdeel van de Velser affaire.
Op 1 maart 1945 werd NSB-agent van politie Willem Zirkzee door Schaft en Truus Oversteegen doodgeschoten, ter hoogte van het Krelagehuis aan de Leidsevaart in Haarlem. Op 15 maart pleegden Schaft en Truus Oversteegen een aanslag op Ko Langendijk. Deze kapper uit IJmuiden was voor de Sicherheitsdienst gaan werken. Langendijk raakte gewond, maar overleefde de oorlog. Een eerdere aanslag op Langendijk door Jan Bonekamp was ook mislukt. Langendijk getuigde in september 1948 in Amsterdam ten voordele van zijn vriendin Willy van der Meijden, die van verraad in oorlogstijd werd beschuldigd en onder meer Hannie Schaft als pleger van de aanslag op Langendijk had geïdentificeerd.

### Arrestatie en executie

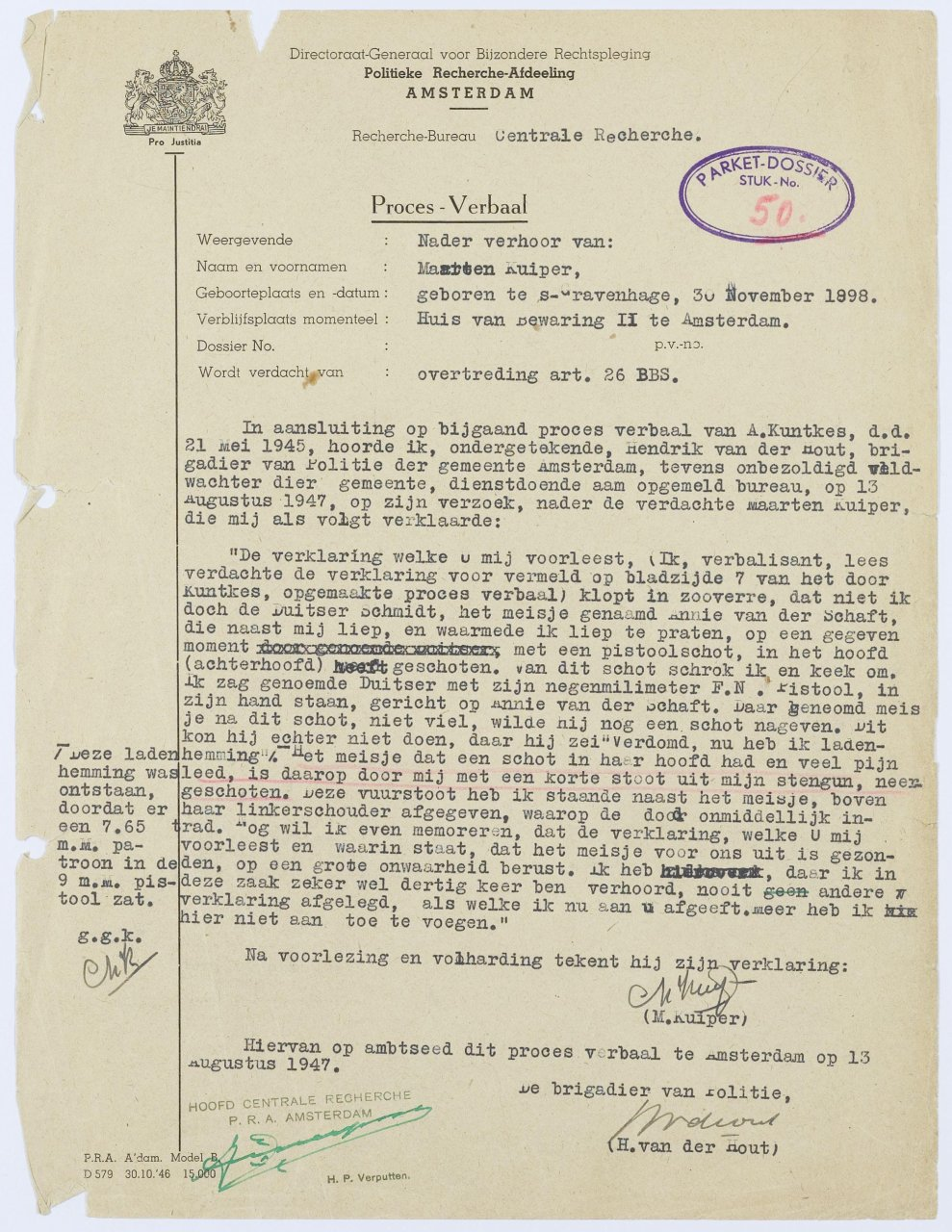
Proces verbaal van verhoor Kuiper

Schaft werd op 21 maart 1945 bij een wegversperring aan de Jan Gijzenkade (bij de Mauermuur) gearresteerd toen ze illegale bladen en een wapen bij zich bleek te hebben. Op het politiebureau van Haarlem ontdekten de Duitsers met wie ze van doen hadden. Het is Emil Rühl geweest die Schaft vanuit Haarlem naar het Huis van Bewaring aan de Amstelveenseweg te Amsterdam heeft gebracht.

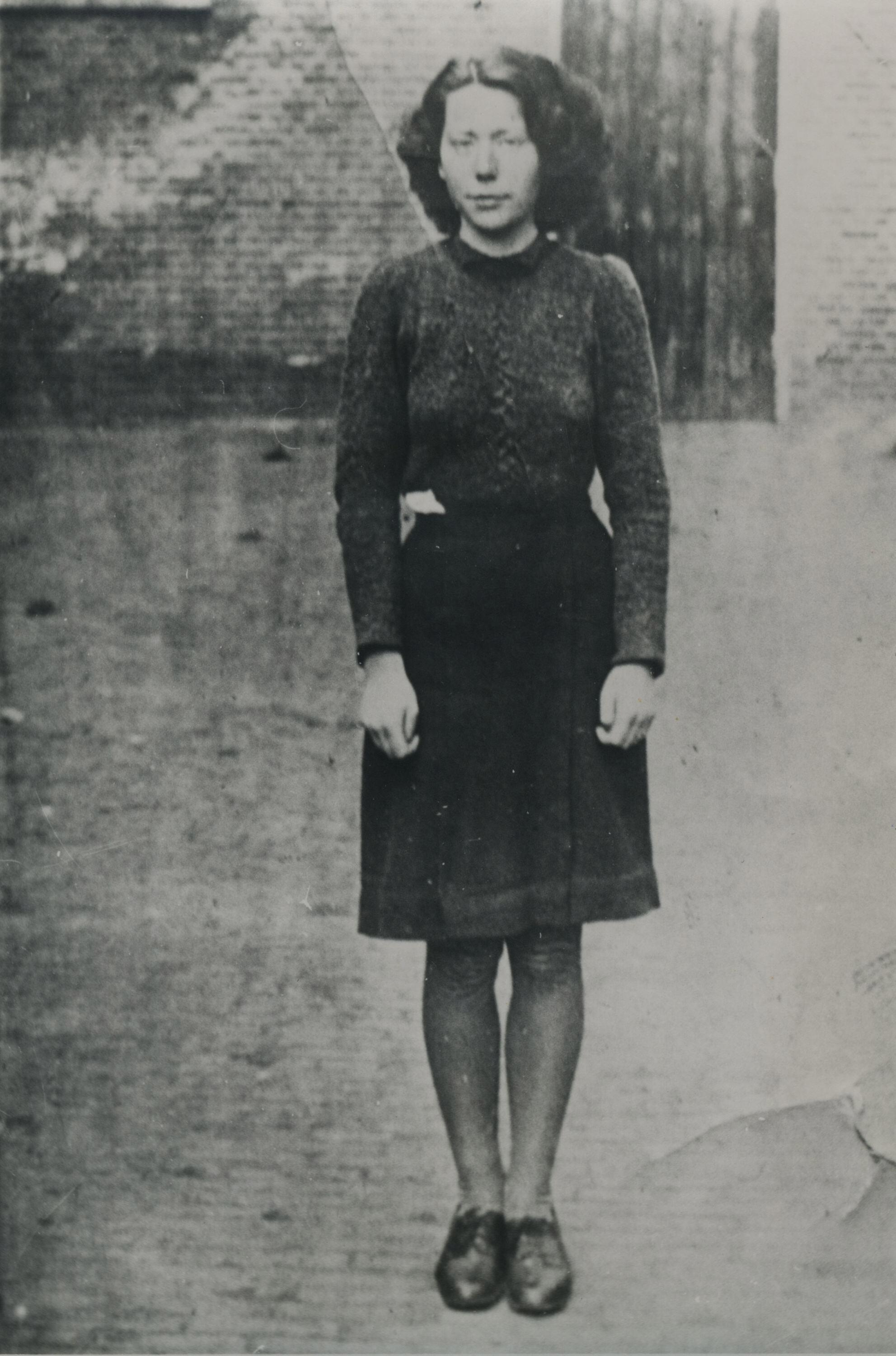
Hannie Schaft in 1945 op de binnenplaats van het Huis van Bewaring aan de Amstelveenseweg (Amsterdam), kort voor haar executie

Hoewel aan het einde van de oorlog een akkoord bestond tussen de bezetters en de Binnenlandse Strijdkrachten (BS) om geen vrouwen om te brengen, werd Hannie op 17 april 1945 – drie weken voor het einde van de oorlog – in opdracht van Willy Lages doodgeschoten in de duinen bij Bloemendaal.
Bij de executie zou Schaft na een schampschot nog hebben gezegd: "Ik schiet beter", waarop SD'er Maarten Kuiper zijn machinepistool op haar zou hebben leeggeschoten. Deze woorden werden haar toegedicht door Theun de Vries in zijn boek Het meisje met het rode haar. Het gaat hierbij om dichterlijke vrijheid, want het autopsierapport van patholoog M. B. E. Nilant van 1 juni 1945 stelt vast dat er twee kogels van korte afstand op het achterhoofd van de getroffene zijn afgevuurd. Aan de voorzijde van de schedel bevonden zich twee uitschotopeningen. De eerste kogel van een kleiner kaliber was volgens het rapport niet dodelijk, de tweede grotere wel. Van een schampschot en het leegschieten van een machinepistool is geen sprake geweest. Het proces verbaal van het verhoor van Maarten Kuiper bevestigt de bevindingen in het autopsierapport.

## Eerbetoon

### Herbegrafenis

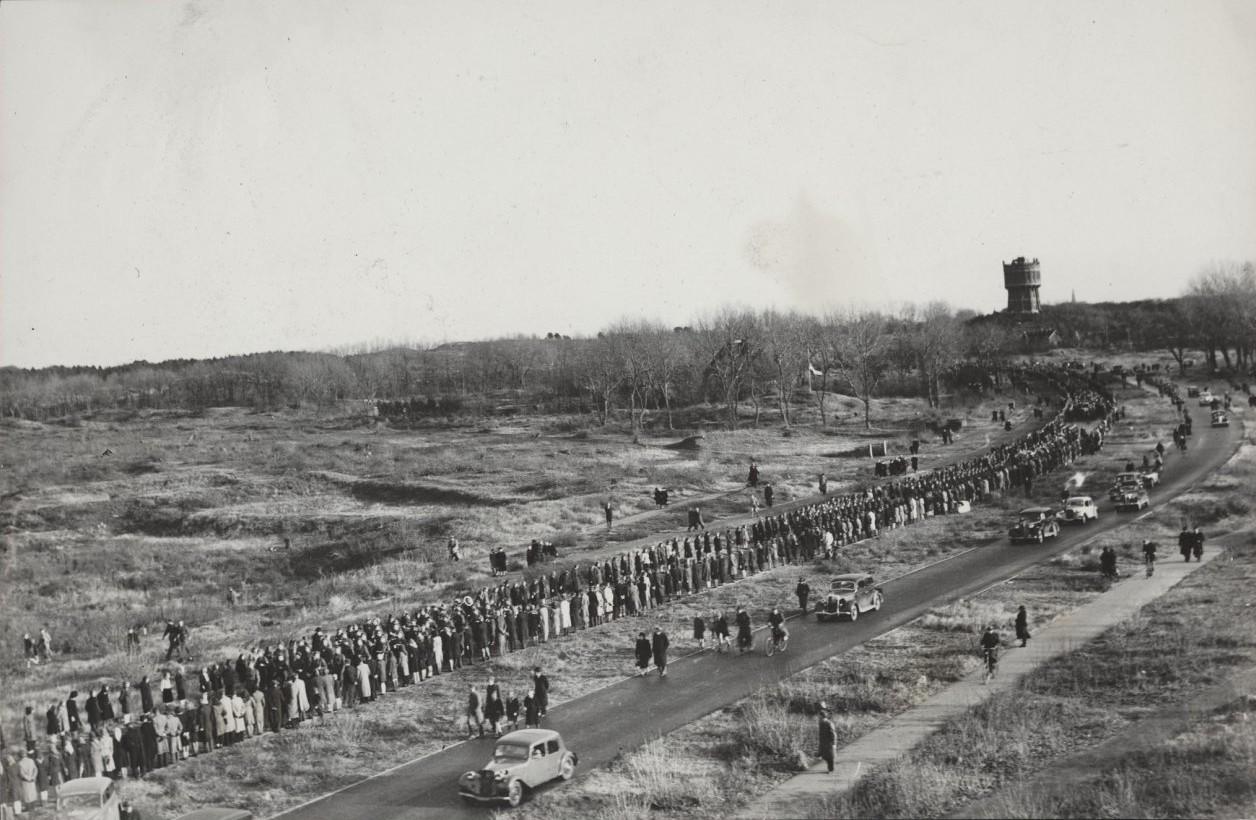
Stoet uitvaart van Hannie Schaft op 27 november 1945

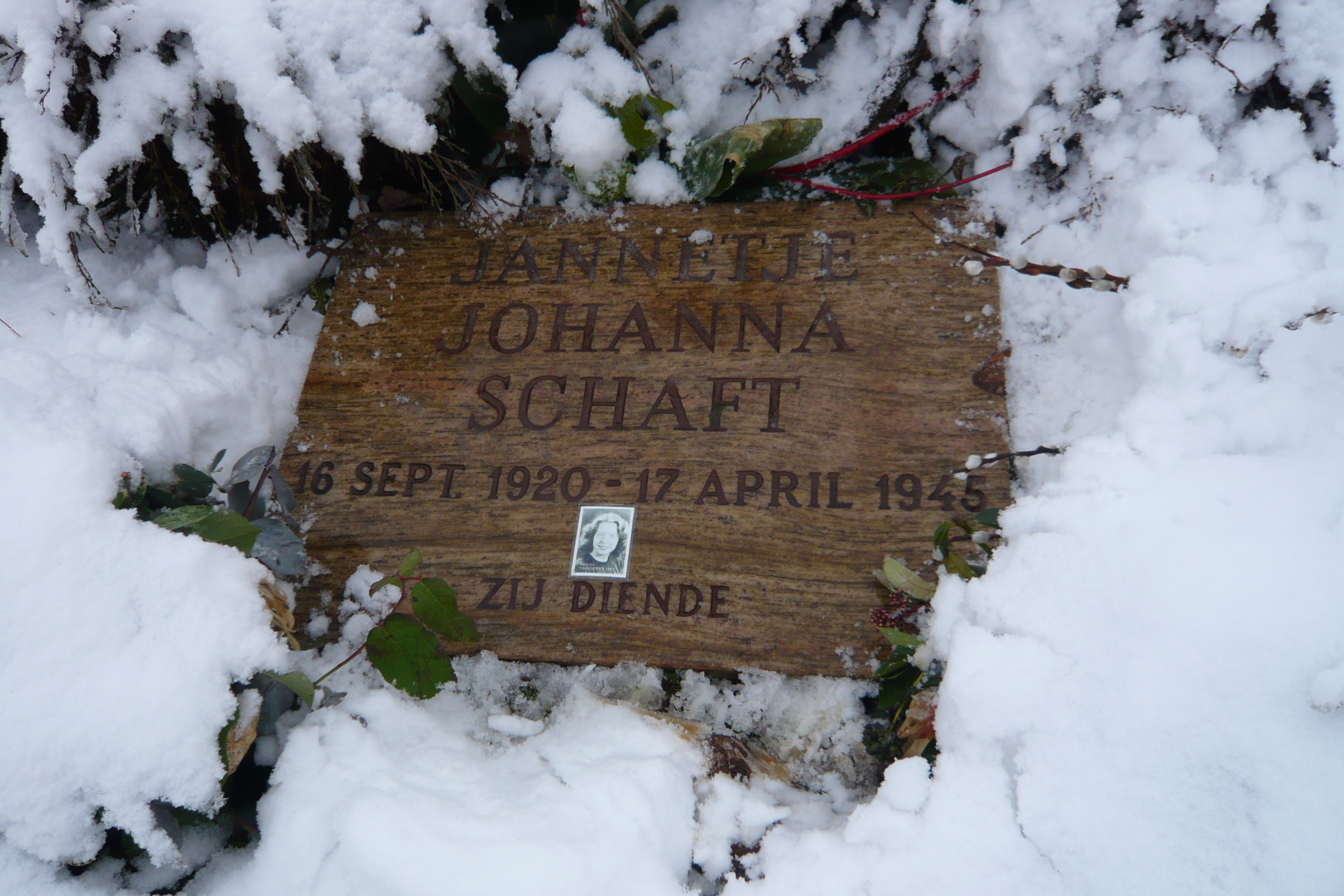
Grafsteen op de Eerebegraafplaats Bloemendaal

Op 27 november 1945 werd haar stoffelijk overschot met militaire eer herbegraven op de Eerebegraafplaats Bloemendaal te Overveen. Koningin Wilhelmina, prinses Juliana en prins Bernhard waren hierbij aanwezig. Voor haar strijd tegen de nazi's kreeg Hannie op 7 mei 1946 postuum het  Verzetskruis 1940-1945, het Verzetsherdenkingskruis en de Medal of Freedom, een speciale Amerikaanse onderscheiding.

### Communistisch symbool

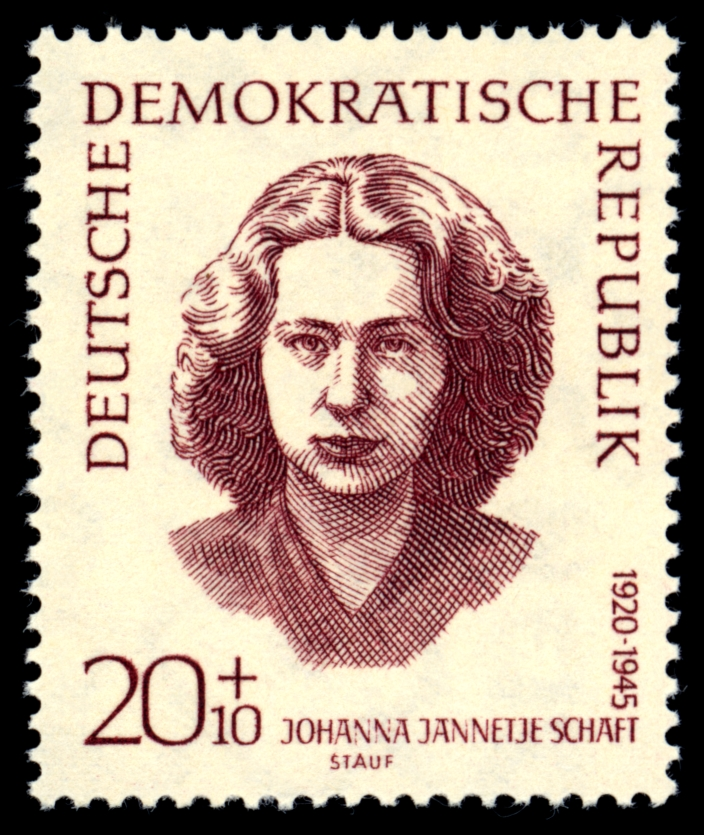
Hannie Schaft op een postzegel uit de DDR

Omdat Schaft na haar dood door de Nederlandse communisten werd ingezet als politiek symbool van het communistisch verzet, hetgeen velen niet zinde, verloor haar naam tijdens de Koude Oorlog voor andere Nederlanders veel van zijn glans. In 1951 ging de overheid zelfs zo ver dat politie en leger – inclusief vier pantserwagens – werden ingezet om de jaarlijkse herdenking van haar herbegrafenis onmogelijk te maken. Nadat met het tanen van de Koude Oorlog ook de communistenhaat geluwd was, werd op 3 mei 1982 door prinses Juliana een door Truus Menger-Oversteegen vervaardigd bronzen beeld met de naam Vrouw in het verzet onthuld in het Kenaupark te Haarlem. Sindsdien vindt hier jaarlijks op de laatste zondag van november de herdenking van haar herbegrafenis plaats.

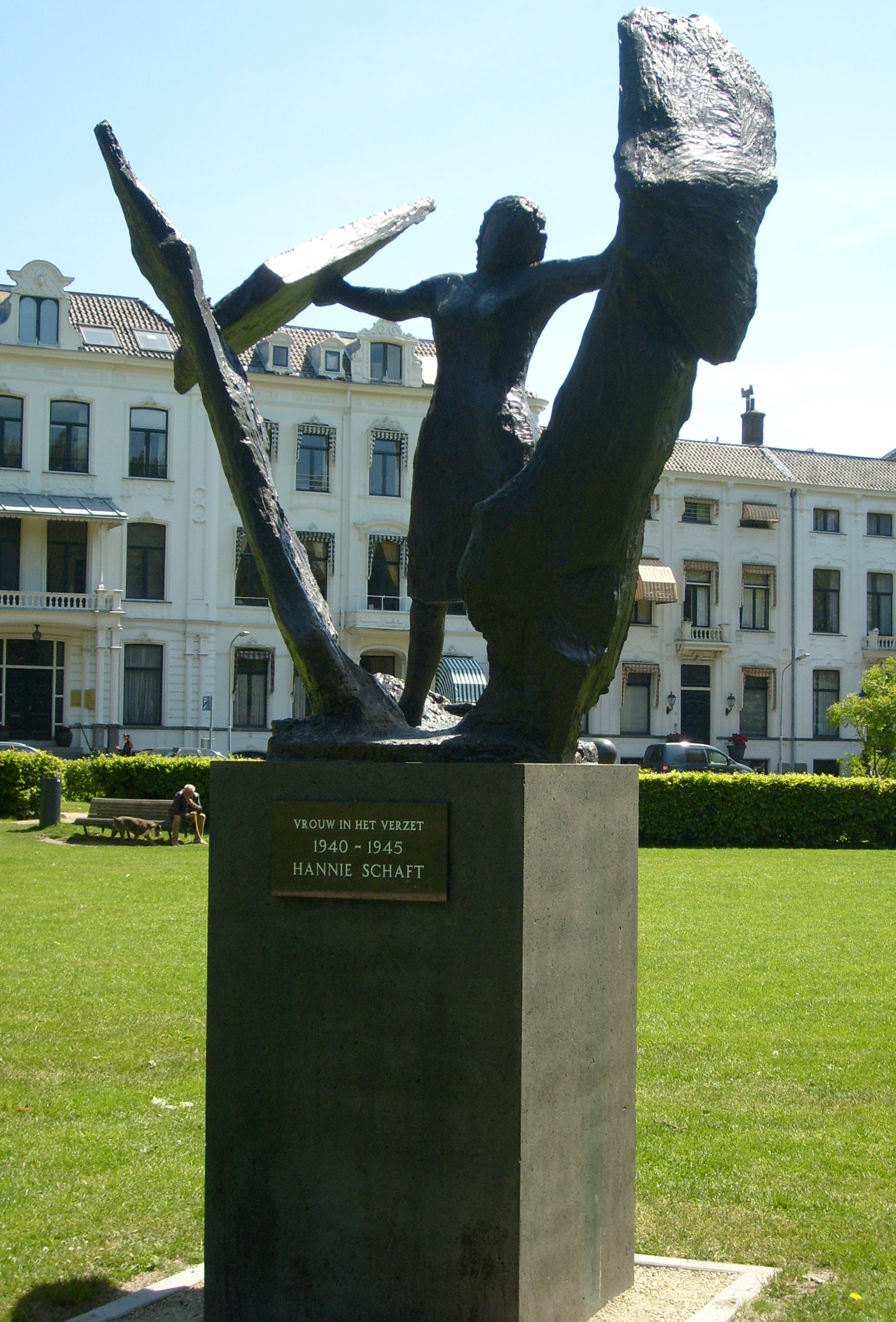
Vrouw in het verzet

### Vernoemingen
Een aantal scholen en straten zijn naar Schaft vernoemd. In Haarlem kwam zowel een Hannie Schaftstraat als een Truus Oversteegenstraat en een Freddie Oversteegenstraat. In Amsterdam Nieuw-West werd in 2016 een brug naar Schaft genoemd. Om de herinnering aan haar en vele andere verzetsstrijdsters te onderhouden is in 1996 de Nationale Hannie Schaft Stichting opgericht.
De Internationale Astronomische Unie maakte in 2008 bekend dat een kleine planeet, voorheen bekend als nummer 85119, voortaan Hannieschaft heet. Planetoïde Hannieschaft heeft een doorsnede van ongeveer twee kilometer en draait tussen de banen van Mars en Jupiter. Het rotsachtige object doet twee jaar en bijna acht maanden over een volledige omloop om de zon.

### Herdenking
Op 3 juni 1996 werd, onder meer door Truus Menger-Oversteegen, de Stichting Nationale Hannie Schaft Herdenking (thans: Nationale Hannie Schaft Stichting) opgericht. Deze organiseert jaarlijks ter ere van Hannie Schaft een herdenkingsbijeenkomst in Haarlem. Een vast onderdeel daarvan is de Hannie Schaft-lezing die gehouden wordt door een prominente Nederlander.

## Boeken en films
Theun de Vries heeft in 1956 een biografie over haar leven geschreven: Het meisje met het rode haar. Dit boek is onder dezelfde titel in 1981 verfilmd door Ben Verbong met Renée Soutendijk in de hoofdrol. Het meisje met het rode haar werd door Nederlandse filmcritici gekozen als beste Nederlandse film van 1981. De film trok in Nederland circa 580.000 bezoekers en internationaal, onder de Engelstalige titel The Girl with the Red Hair, circa 800.000 bezoekers. Hetzelfde boek stond aan de basis van de musical uit 2015 met Roos van Erkel als Hannie Schaft.
Schaft komt in aangepaste vorm voor in de roman De aanslag (1982) van Harry Mulisch, evenals in de gelijknamige verfilming uit 1986 van Fons Rademakers. In 1987 won de film een Oscar in de categorie 'beste buitenlandse film'.
Schaft speelt een belangrijke rol in de roman Het meisje met de vlechtjes van Wilma Geldof (2018) dat gebaseerd is op het verzetsverleden van Freddie Oversteegen.
Documentairemaker Ineke Hilhorst maakte in 1980 in samenwerking met de Haarlemse journalist Ton Kors en in opdracht van de AVRO de film Hannie Schaft: het meisje met het rode haar. Hierin werden onder andere de verzetsstrijders en zussen Truus Menger-Oversteegen  en Freddie Dekker-Oversteegen geïnterviewd. Ook toont de documentaire de plaatsen waar de aanslagen destijds plaatsvonden.

#### Boeken
- Theun de Vries - Het meisje met het rode haar (1956)
- Harry Mulisch - De aanslag (1982)
- M. Kanis - Strijd zonder genade: Hannie Schaft (2000)
- Wilma Geldof - Het meisje met de vlechtjes (2018)
- Sophie Poldermans - Seducing and Killing Nazis (2019)
- Buzzy Jackson - The Girl with the Red Hair (2023)
- Sophie Poldermans - Desnoods met wapens (2023)

#### Films en documentaires
- Hannie Schaft: het meisje met het rode haar (1980); documentaire
- Het meisje met het rode haar (1981)
- De aanslag (1986)
- 100 jaar Hannie Schaft (2020); documentaire van NOS

## Fotoalbum
In november 2020 dook er een fotoalbum op met een aantal jeugdfoto's van Hannie Schaft. Tot dan toe waren er geen vroege foto's van haar bekend. Het album werd door een achternicht gedoneerd aan het Noord-Hollands Archief.
- Bibsys: 1682592329751
- Biografisch Portaal: 08887923
- Catàleg d'autoritats de noms i títols de Catalunya: 981061032323406706
- Gemeinsame Normdatei: 1306710480
- International Standard Name Identifier: 0000 0004 4775 8214
- Library of Congress Control Number: n88204336
- Nationale Bibliotheek van Israël: 987010399927805171
- Nederlandse Thesaurus van Auteursnamen: 068834799
- Virtual International Authority File: 315533419
- WorldCat: E39PBJyhgvbHJkHbXVf8Ypctrq

H.J. van Aalderen
· P. van As
· M. Assies
· J.J. Barendsen
· J.A. Beekman
· H.D.J. Beernink
· L.R. Beijnen
· C.J. van den Berg-van der Vlis
· L.A. Bleys
· G. de Boer
· A.A. Bontekoe
· E.J. Bosch ridder van Rosenthal
· D.A. van den Bosch
· I.J. van den Bosch
· J.H. Bosch
· J.C.J. baron Brantsen
· A.L. Charroin
· F.G.M. Conijn
· M. Crans
· R.J. Dam
· F. Datema
· K.H. Derkzen van Angeren
· H. Dienske
· J.L.G. Doornik
· V. Dreyfus
· N. Dupont
· F. Duwaer
· S. Esmeijer
· G.H. Gelder
· J. Gelderman
· W.J. Gertenbach
· E.A. Giran
· O. Giran
· C.H. de Groot
· P.G.S. Guermonprez
· A. Hahn
· W. van Hall
· J.C.H.F. van Hanxleden Houwert
· Th.W.L. baron van Heemstra
· J.J. Hendrikx
· J.L. Hesselberg
· W.J. Heukels
· I. van der Horst
· J. ter Horst
· H.P. Hos
· J.F.H.M. baron van Hövell van Wezeveld en Westerflier
· B. IJzerdraat
· L. Jansen
· A. Kalter
· G.W. Kastein
· A. Keuter
· T.J. Kroeze
· D.M.R.H. Kroon
· H.Th. Kuipers-Rietberg
· A. Meerwaldt
· J.A.A. Mekel
· J.D. van Melle
· D.C.B. Mesritz
· M.-L.C. Meunier
· J.J. Mohr
· J.L. Moonen
· A.C. Nagtegaal
· F. Nieuwenhuijsen
· B. Oosthoek
· J. Oranje
· T. Pannekoek
· J. Post
· A.J. Rozeman
· V.H. Rutgers
· F.R. Ruys
· W. Santema
· J.J. Schaft
· Jhr. J. Schimmelpenninck
· R.L.A. Schoemaker
· G. Schoonman
· W.P. Speelman
· M. van der Stoep
· B.M. Telders
· A.O.H. Tellegen
· O.R. Thomsen
· G. Tieman
· T.W. de Tourton Bruijns
· L.M. Valstar
· G.J. van der Veen
· D. Verloop
· M.A.E. Verspyck
· P.M.R. Versteegh
· C. Vlot
· G. Weidner
· J.H. Westerveld
· H.B. Wiardi Beckman
· J.W. Wildschut
· J.R.E. Wüthrich
· L. Zwanenburg
· Onbekende Joodse soldaat